# Lijst van landen in 1832
Hieronder volgt een lijst van landen van de wereld in 1832.

## Uitleg
- Onder het kopje Onafhankelijke landen zijn de landen in de wereld opgelijst die in 1832 onafhankelijk waren.
- Alle de facto onafhankelijke staten die niet, of slechts in zeer beperkte mate, door andere landen werden erkend, zijn weergegeven onder het kopje Niet algemeen erkende landen.
- De afhankelijke gebieden, dat wil zeggen gebieden die niet worden gezien als een integraal onderdeel van de staat waar ze afhankelijk van zijn, zoals vazalstaten, protectoraten en kolonies, zijn weergegeven onder het kopje Niet-onafhankelijke gebieden.
- De in grote mate onafhankelijke onderdelen van het Mogolrijk zijn weergegeven onder het kopje Staten binnen het Mogolrijk.
- De zelfstandige koninkrijken van het Koninkrijk Bali zijn weergegeven onder het kopje Balinese koninkrijken.

## Staatkundige veranderingen in 1832
- 6 februari: de Britse kolonie aan de rivier de Swan krijgt de naam West-Australië.
- 21 februari: de Britten nemen Grahamland in bezit.
- 24 maart: einde van de Staat Muskogee.
- 4 juni: de Azoren worden een overzeese provincie van Portugal.
- 30 augustus: de Eerste Helleense Republiek wordt het Koninkrijk Griekenland.
- Oktober: Oprichting van het Gemenebest Pitcairn.
- 22 december: Samos krijgt een autonome status binnen het Ottomaanse Rijk.
- December: stichting van de kolonie Port Cresson.
- Stichting van de Kolonie Edina.
- Boina wordt bezet door Imerina.

## Onafhankelijke landen

### A
| Korte landsnaam (Nederlands) | Lange landsnaam (Nederlands)                        | Korte landsnaam (oorspronkelijke taal/talen)                  |
| ---------------------------- | --------------------------------------------------- | ------------------------------------------------------------- |
| Abemama                      | Koninkrijk Abemama                                  | Kiribatisch: Abemama                                          |
| Abeokuta                     | Abeokuta (ook wel: Egbaland)                        | Yoruba: Abeokuta                                              |
| Aboh                         | Koninkrijk Aboh                                     | Yoruba: Obodo Eze                                             |
| Abuja                        | Emiraat Abuja                                       | Hausa: Abuja                                                  |
| Adam Koksland                | Adam Koksland (ook wel: Philippolis)                | Engels: Adam Kok's Land Nederlands (Afrikaans): Adam Koksland |
| Adrar                        | Emiraat Adrar                                       | Arabisch: Adrar / ولاية آدرار                                 |
| Afghanistan                  | Emiraat Afghanistan (ook wel: Kabulistan)           | Dari en Pasjtoe: Afġānistān / افغانستان                       |
| Agadez                       | Sultanaat Agadez (ook wel: Sultanaat Aïr)           | Arabisch: Toeareg:                                            |
| Agwe                         | Koninkrijk Agwe                                     | Ewe: Agwe                                                     |
| Aku                          | Koninkrijk Aku                                      | Krio: Aku                                                     |
| Akwa Akpa                    | Akwa Akpa                                           | Ibibio: Akwa Akpa                                             |
| Akyem                        | Confederatie van Akyem-staten                       | Twi: Akyem                                                    |
| Alo                          | Alo (ook wel: Koninkrijk Tu'a of Koninkrijk Futuna) | Futunisch: Tu'a                                               |
| Amarro                       | Koninkrijk Amarro (ook wel: Amaro)                  | Sidamo: Amarro                                                |
| Andorra                      | Vorstendom Andorra                                  | Catalaans, Frans en Spaans: Andorra                           |
| Angoche                      | Sultanaat Angoche                                   | Ekoti: Angoche                                                |
| Anhalt-Bernburg              | Hertogdom Anhalt-Bernburg                           | Duits: Anhalt-Bernburg                                        |
| Anhalt-Dessau                | Hertogdom Anhalt-Dessau                             | Duits: Anhalt-Dessau                                          |
| Anhalt-Köthen                | Hertogdom Anhalt-Köthen                             | Duits: Anhalt-Köthen                                          |
| Ankole                       | Koninkrijk Ankole (ook wel: Nkore)                  | Nkore: Nkore                                                  |
| Anziku                       | Koninkrijk Anziku (ook wel: Teke / Tio / Tyo)       |                                                               |
| Argentinië                   | Argentijnse Confederatie                            | Spaans: Argentina                                             |
| Aro                          | Confederatie van de Aro                             | Igbo: Omu Aro                                                 |
| Asahan                       | Sultanaat Asahan                                    | Maleis: Asahan                                                |
| Ashanti                      | Koninkrijk Ashanti                                  | Akan: Asanteman                                               |
| Assinie                      | Koninkrijk Assinie                                  |                                                               |
| Atjeh                        | Sultanaat Atjeh                                     | Atjehs: Acèh                                                  |
| Awsa                         | Afar Sultanaat Awsa                                 | Afar: Awsa                                                    |

### B
| Korte landsnaam (Nederlands) | Lange landsnaam (Nederlands)                               | Korte landsnaam (oorspronkelijke taal/talen)                            |
| ---------------------------- | ---------------------------------------------------------- | ----------------------------------------------------------------------- |
| Bade                         | Emiraat Bade (ook wel: Emiraat Bedde / Emiraat Bede)       | Bade: Bade                                                              |
| Baden                        | Groothertogdom Baden                                       | Duits: Baden                                                            |
| Baguirmi                     | Sultanaat Baguirmi                                         | Baguirmi: Baguirmi                                                      |
| Bahawalpur                   | Bahawalpur                                                 | Urdu: بہاولپور                                                          |
| Bahrein                      | Bahrein                                                    | Arabisch: al-Bahrayn / البحرين                                          |
| Bajini                       | Sultanaat Bajini                                           | Comorees: Bajini                                                        |
| Bali                         | Koninkrijk Bali                                            | Balinees: Bali                                                          |
| Baltistan                    | Baltistan                                                  | Balti: Baltiyul / བལྟིསྟན / بلتیول                                         |
| Bambao                       | Sultanaat Bambao                                           | Comorees: Bambao                                                        |
| Bambara                      | Rijk van de Bambara (ook wel: Bamana / Ségou / Segu)       | Bambara:                                                                |
| Bamum                        | Koninkrijk Bamum (ook wel: Bamoun)                         | Mbum: Bamum                                                             |
| Baol                         | Koninkrijk Baol                                            | Serer: Bawol                                                            |
| Bara                         | Koninkrijk Bara                                            | Malagassisch: Bara                                                      |
| Barotseland                  | Koninkrijk Barotseland                                     | Lozi: Bulozi                                                            |
| Barra                        | Barra                                                      | Mandinka: Niumi                                                         |
| Bawlake                      | Bawlake                                                    | Kayah:                                                                  |
| Beide Siciliën               | Koninkrijk der Beide Siciliën (ook wel: Koninkrijk Napels) | Italiaans: Due Sicilie Napolitaans: Doje Sicilie Siciliaans: Dui Sicili |
| Beieren                      | Koninkrijk Beieren                                         | Duits: Bayern                                                           |
| Benin                        | Koninkrijk Benin                                           | Edo: Edo                                                                |
| Bhutan                       | Bhutan                                                     | Dzongkha: Druk Yul / འབྲུག་ཡུལ་                                            |
| Birma                        | Koninkrijk Birma (Konbaung-dynastie)                       | Birmaans:                                                               |
| Biu                          | Koninkrijk Biu                                             | Bura-Pabir: Biu                                                         |
| Boechara                     | Emiraat Boechara (ook wel: Bukhara / Buchara)              | Oezbeeks: Buxoro / Бухоро Tadzjieks: Бухоро                             |
| Boeganda                     | Koninkrijk Boeganda                                        | Luganda: Buganda                                                        |
| Bolivia                      | Republiek Bolivia                                          | Spaans: Bolivia                                                         |
| Bompey                       | Bompey                                                     | Sherbro: Bumpe                                                          |
| Bonabele                     | Bonabele                                                   | Duala: Bonabele                                                         |
| Bondu                        | Bondu                                                      | Fula: Bundu Mandinka:                                                   |
| Bone                         | Bone (ook wel: Boni)                                       | Boeginees:                                                              |
| Bono                         | Koninkrijk Bono                                            | Abron: Bonoman                                                          |
| Bora Bora                    | Koninkrijk Bora Bora                                       | Tahitiaans: Porapora                                                    |
| Bornu                        | Koninkrijk Bornu                                           | Kanuri: Bornu                                                           |
| Brakna                       | Emiraat Brakna                                             | Arabisch: Brakna / ولاية البراكنة                                       |
| Brazilië                     | Keizerrijk Brazilië                                        | Portugees: Brasil                                                       |
| Bremen                       | Vrije en Hanzestad Bremen                                  | Duits: Bremen                                                           |
| Brunei                       | Staat Brunei                                               | Maleis: Brunei Darussalam / دارالسلام                                   |
| Brunswijk                    | Hertogdom Brunswijk                                        | Duits: Braunschweig                                                     |
| Bunut                        | Bunut                                                      | Bunut                                                                   |
| Bunyoro-Kitara               | Koninkrijk Bunyoro-Kitara                                  | Nyoro: Bunyoro-Kitara                                                   |
| Burundi                      | Koninkrijk Burundi                                         | Kirundi: Burundi                                                        |
| Busoga                       | Koninkrijk Busoga                                          | Lusoga: Busoga                                                          |

### C
| Korte landsnaam (Nederlands) | Lange landsnaam (Nederlands)            | Korte landsnaam (oorspronkelijke taal/talen)          |
| ---------------------------- | --------------------------------------- | ----------------------------------------------------- |
| Cayor                        | Koninkrijk Cayor                        | Wolof: Kayor                                          |
| Centraal-Amerika             | Federale Republiek van Centraal-Amerika | Spaans: Centro América                                |
| Chamba                       | Chamba                                  | Chambeali:                                            |
| Chili                        | Republiek Chili                         | Spaans: Chile                                         |
| China                        | Keizerrijk van de Grote Qing            | Mandarijn: Zhongguo / 中國 Mantsjoe: Dulimbai Gurun / |
| Chitral                      | Chitral                                 | Khowar: Chitral                                       |

### D
| Korte landsnaam (Nederlands) | Lange landsnaam (Nederlands)               | Korte landsnaam (oorspronkelijke taal/talen) |
| ---------------------------- | ------------------------------------------ | -------------------------------------------- |
| Dahomey                      | Koninkrijk Dahomey                         | Fon: Danhome                                 |
| Damagaram                    | Sultanaat Damagaram                        | Hausa: Damagaram                             |
| Dar al-Kuti                  | Sultanaat Dar al-Kuti                      | Aiki:                                        |
| Dar Runga                    | Sultanaat Dar Runga                        | Aiki:                                        |
| Darfur                       | Sultanaat Darfur                           | Fur: Darfur                                  |
| Darvaz                       | Darvaz (ook wel: Darwaz / Darvoz / Darwoz) | Perzisch: Darvāz / درواز                     |
| Daura                        | Daura                                      | Hausa: Daura                                 |
| Dauro                        | Koninkrijk Dauro                           | Kaffa: Dauro                                 |
| Denemarken                   | Koninkrijk Denemarken                      | Deens: Danmark                               |
| Dendi                        | Koninkrijk Dendi                           | Songhai: Dendi                               |
| Dosso                        | Koninkrijk Dosso                           | Zarma: Doso                                  |

### E
| Korte landsnaam (Nederlands) | Lange landsnaam (Nederlands)                        | Korte landsnaam (oorspronkelijke taal/talen) |
| ---------------------------- | --------------------------------------------------- | -------------------------------------------- |
| Ecuador                      | Staat Ecuador                                       | Spaans: Ecuador                              |
| Ethiopië                     | Keizerrijk Ethiopië (ook wel: Keizerrijk Abessinië) | Amhaars: ኢትዮጵያ / ʾĪtyōppyā                   |

### F
| Korte landsnaam (Nederlands) | Lange landsnaam (Nederlands)                       | Korte landsnaam (oorspronkelijke taal/talen) |
| ---------------------------- | -------------------------------------------------- | -------------------------------------------- |
| Fezzan                       | Sultanaat Fezzan                                   |                                              |
| Fika                         | Emiraat Fika                                       | Bole: Fika                                   |
| Fouta Djallon                | Koninkrijk Fouta Djallon (ook wel: Almamaat Timbo) | Fula: Fuuta Jallon                           |
| Fouta Toro                   | Koninkrijk Fouta Toro                              | Fula: Fuuta Tooro                            |
| Frankfurt                    | Vrije Stad Frankfurt                               | Duits: Frankfurt                             |
| Frankrijk                    | Koninkrijk Frankrijk (Julimonarchie)               | Frans: France                                |

### G
| Korte landsnaam (Nederlands)                      | Lange landsnaam (Nederlands)                                                 | Korte landsnaam (oorspronkelijke taal/talen) |
| ------------------------------------------------- | ---------------------------------------------------------------------------- | -------------------------------------------- |
| Garo                                              | Koninkrijk Garo (ook wel: Koninkrijk Bosha)                                  | Sidama: Garo                                 |
| Gazaland                                          | Gazaland                                                                     | Swazi: amaGaza                               |
| Geledi                                            | Sultanaat Geledi                                                             | Arabisch: غوبرون Somalisch: Geledi           |
| Gera                                              | Koninkrijk Gera                                                              | Afaan Oromo: Gera                            |
| Gimirra                                           | Koninkrijk Gimirra                                                           | Yemsa: Gimirra                               |
| Gliji                                             | Gliji (ook wel: Genyigba)                                                    | Gen:                                         |
| Gomma                                             | Koninkrijk Gomma                                                             | Afaan Oromo: Goma                            |
| Grand-Bassam                                      | Koninkrijk Grand-Bassam                                                      | Moossou                                      |
| (tot 30 augustus) Griekenland (vanaf 30 augustus) | Helleense Staat (tot 30 augustus) Koninkrijk Griekenland (vanaf 30 augustus) | Grieks: 'Ellas / 'Ελλας                      |
| Gumel                                             | Emiraat Gumel                                                                | Hausa: Gumel                                 |
| Gumma                                             | Koninkrijk Gumma                                                             | Afaan Oromo: Gumma                           |
| Gunung Tabur                                      | Sultanaat Gunung Tabur (ook wel: Berau)                                      | Maleis: Gunung Tabur                         |
| Gwalior                                           | Gwalior (ook wel: Ujjain)                                                    | Marathi: ग्वाल्हेर                               |

### H
| Korte landsnaam (Nederlands) | Lange landsnaam (Nederlands)                                                | Korte landsnaam (oorspronkelijke taal/talen) |
| ---------------------------- | --------------------------------------------------------------------------- | -------------------------------------------- |
| Haïti                        | Haïti                                                                       | Spaans: Haïti Haïtiaans-Creools: Ayiti       |
| Hamahame                     | Sultanaat Hamahame                                                          | Comorees: Hamahame                           |
| Hamamvu                      | Sultanaat Hamamvu                                                           | Comorees: Hamamvu                            |
| Hamburg                      | Vrije en Hanzestad Hamburg                                                  | Duits: Hamburg                               |
| Hambu                        | Sultanaat Hambu                                                             | Comorees: Hambu                              |
| Hamdullahi                   | Kalifaat Hamdullahi (ook wel: Dina van Massina / Masina / Sise Jihad Staat) | Fula:                                        |
| Hannover                     | Koninkrijk Hannover                                                         | Duits: Hannover                              |
| Harar                        | Emiraat Harar                                                               | Ge'ez: Harar / ሐረር                           |
| Hawaï                        | Koninkrijk Hawaï                                                            | Hawaïaans: Hawaii                            |
| Hessen                       | Groothertogdom Hessen en bij de Rijn (ook wel: Hessen-Darmstadt)            | Duits: Hessen                                |
| Hessen-Homburg               | Landgraafschap Hessen-Homburg                                               | Duits: Hessen-Homburg                        |
| Hessen-Kassel                | Keurvorstendom Hessen                                                       | Duits: Kurhessen                             |
| Hohenzollern-Hechingen       | Vorstendom Hohenzollern-Hechingen                                           | Duits: Hohenzollern-Hechingen                |
| Hohenzollern-Sigmaringen     | Vorstendom Hohenzollern-Sigmaringen                                         | Duits: Hohenzollern-Sigmaringen              |
| Huahine                      | Koninkrijk Huahine                                                          | Huahine                                      |

### I
| Korte landsnaam (Nederlands) | Lange landsnaam (Nederlands)                                            | Korte landsnaam (oorspronkelijke taal/talen) |
| ---------------------------- | ----------------------------------------------------------------------- | -------------------------------------------- |
| Ibadan                       | Ibadan                                                                  | Yoruba: Ibadan                               |
| Idoani                       | Confederatie Idoani                                                     | Yoruba: Idoani                               |
| Igala                        | Koninkrijk Igala (ook wel: Koninkrijk Idah)                             | Igala: Igala                                 |
| Igara                        | Koninkrijk Igara                                                        | Hororo: Igara                                |
| Igbirra                      | Igbirra (ook wel: Ebira)                                                | Igbirra: Igbirra                             |
| Ijebu                        | Koninkrijk Ijebu (ook wel: Koninkrijk Jebu)                             | Yoruba: Ijebu                                |
| Ilé-Ifè                      | Koninkrijk Ilé-Ifè                                                      | Yoruba: Ilé—Ifẹ̀                              |
| Imerina                      | Koninkrijk Imerina (ook wel: Koninkrijk Merina / Koninkrijk Madagaskar) | Plateaumalagasi: Imerina                     |
| Isedo                        | Koninkrijk Isedo                                                        | Yoruba: Ìsẹ̀dó                                |
| Itsandra                     | Sultanaat Itsandra                                                      | Comorees: Itsandra                           |
| Iwo                          | Koninkrijk Iwo                                                          | Yoruba: Iwo                                  |

### J
| Korte landsnaam (Nederlands) | Lange landsnaam (Nederlands) | Korte landsnaam (oorspronkelijke taal/talen) |
| ---------------------------- | ---------------------------- | -------------------------------------------- |
| Jaintia                      | Koninkrijk Jaintia           | Pnar:                                        |
| Jambi                        | Jambi                        | Jambimaleis: Jambi                           |
| Janjira                      | Janjira                      |                                              |
| Japan                        | Tokugawa-shogunaat           | Japans: Nippon / 日本                        |
| Jimma                        | Koninkrijk Jimma             | Ometo: Jima 'Abar Jifar                      |
| Johor                        | Sultanaat Johor              | Johormaleis: Johor                           |
| Jolof                        | Koninkrijk Jolof             | Wolof: Jolof                                 |
| Joseon                       | Koninkrijk Groot Joseon      | Koreaans: Chosŏn / 대조선국                  |

### K
| Korte landsnaam (Nederlands) | Lange landsnaam (Nederlands)                                     | Korte landsnaam (oorspronkelijke taal/talen)                 |
| ---------------------------- | ---------------------------------------------------------------- | ------------------------------------------------------------ |
| Kaabu                        | Koninkrijk Kaabu (ook wel: Gabu / Ngabou / N’Gabu)               | Madninka: Kaabu                                              |
| Kaarta                       | Koninkrijk Kaarta                                                | Bambara: Kaarta                                              |
| Kabasarana                   | Kabasarana                                                       |                                                              |
| Kaffa                        | Koninkrijk Kaffa                                                 | Kaffa: Kaffa                                                 |
| Kajara                       | Koninkrijk Kajara                                                | Kajara                                                       |
| Kalabari                     | Koninkrijk Kalabari                                              | Kalabari: Kalabari                                           |
| Karagwe                      | Koninkrijk Karagwe                                               | Nyambo: Karagwe                                              |
| Kasanje                      | Koninkrijk Kasanje (ook wel: Koninkrijk Jaga)                    | Kasanzi                                                      |
| Kaukasisch Imamaat           | Kaukasisch Imamaat                                               |                                                              |
| Kazembe                      | Koninkrijk Kazembe                                               | Bemba: Kazembe                                               |
| Kénédougou                   | Koninkrijk Kénédougou                                            | Maninka: Kenedugu                                            |
| Kerkelijke Staat             | Kerkelijke Staat (ook wel: Staat van de Kerk / Pauselijke Staat) | Italiaans: Stato Pontificio Latijn: Status Pontificius       |
| Ketu                         | Ketu (ook wel: Ketou)                                            | Yoruba: Ketu                                                 |
| Khairpur                     | Khairpur                                                         |                                                              |
| Khasso                       | Koninkrijk Khasso                                                | Fula: Xaaso                                                  |
| Kilwa                        | Sultanaat Kilwa                                                  | Swahili: Kilwa                                               |
| Kitangonya                   | Sjeikdom Kitangonya                                              | Kitangonya                                                   |
| Kokand                       | Kanaat Kokand (ook wel: Kanaat Farghana)                         | Perzisch: خوقند Russisch: Коканд                             |
| Kombo                        | Koninkrijk Kombo                                                 |                                                              |
| Kong                         | Koninkrijk Kong (ook wel: Wattara / Ouattara)                    | Dioula: Kong                                                 |
| Kongo                        | Koninkrijk Kongo                                                 | Kikongo: Kongo                                               |
| Konta                        | Koninkrijk Konta                                                 | Kaffa: Konta                                                 |
| Kooki                        | Koninkrijk Kooki                                                 | Kooki                                                        |
| Koya Temne                   | Koninkrijk Koya Temne                                            | Temne: Koya-Temne                                            |
| Kpa Mende                    | Confederatie Kpa Mende                                           | Mende: Kpaa Mende                                            |
| Krung Thep                   | Koninkrijk Krung Thep (ook wel: Koninkrijk Siam)                 | Thai:                                                        |
| Kuba                         | Koninkrijk Kuba (ook wel: Koninkrijk Bushongo)                   | Bushongo: Kuba                                               |
| Kunduz                       | Kanaat Kunduz                                                    | Dari: قندوز Oezbeeks: Kunduz Pasjtoe: کندز Tadzjieks: Қундуз |
| Kwararafa                    | Kwararafa                                                        | Jukun Takum:                                                 |

### L
| Korte landsnaam (Nederlands) | Lange landsnaam (Nederlands)             | Korte landsnaam (oorspronkelijke taal/talen) |
| ---------------------------- | ---------------------------------------- | -------------------------------------------- |
| La Dombe                     | Sultanaat La Dombe                       | Comorees:                                    |
| Laghouat                     | Laghouat                                 | Arabisch: الأغواط Berbers:                   |
| Lanao                        | Confederatie van Sultanaten in Lanao     | Maranao:                                     |
| Lesotho                      | Lesotho                                  | Sesotho: Lesotho                             |
| Lete                         | Lete (ook wel: Balete)                   | Tswana: baLete                               |
| Liechtenstein                | Vorstendom Liechtenstein                 | Duits: Liechtenstein                         |
| Limmu-Ennarea                | Koninkrijk Limmu-Ennarea                 | Afaan Oromo: Limu-'Enarya                    |
| Lippe                        | Vorstendom Lippe                         | Duits: Lippe                                 |
| Loango                       | Koninkrijk Loango                        | Kikongo: Lwããgu                              |
| Luba                         | Koninkrijk Luba                          | Tshiluba: Luba                               |
| Lübeck                       | Vrije en Hanzestad Lübeck                | Duits: Lübeck                                |
| Lucca                        | Hertogdom Lucca                          | Italiaans: Lucca                             |
| Lunda                        | Koninkrijk Lunda                         | Tshilunda: Lunda                             |
| Luuka                        | Luuka                                    | Lusoga: Luuka                                |
| Luwu                         | Koninkrijk Luwu (ook wel: Luwuq / Wareq) | Boeginees: Luwu / ᨒᨘᨓᨘ                         |
| Luxemburg                    | Groothertogdom Luxemburg                 | Duits: Luxemburg Frans: Luxembourg           |

### M
| Korte landsnaam (Nederlands) | Lange landsnaam (Nederlands)                                | Korte landsnaam (oorspronkelijke taal/talen) |
| ---------------------------- | ----------------------------------------------------------- | -------------------------------------------- |
| Maguindanao                  | Sultanaat Maguindanao                                       | Arabisch:                                    |
| Majeerteen                   | Sultanaat Majeerteen (ook wel: Sultanaat Harti / Majerteen) | Arabisch: ماجرتين Somalisch: Majeerteen      |
| Mandara                      | Sultanaat Mandara (ook wel: Sultanaat Wandala)              | Mandara                                      |
| Mankessim                    | Koninkrijk Mankessim                                        | Fante: Mankessim                             |
| Maore                        | Sultanaat Maore (ook wel: Sultanaat Mawuti)                 | Comorees:                                    |
| Maradi                       | Maradi                                                      | Hausa: Maradi                                |
| Maravi                       | Koninkrijk Maravi                                           | Nyanja:                                      |
| Marokko                      | Koninkrijk Marokko                                          | Arabisch: al-Maġrib / المغرب                 |
| Mataram                      | Sultanaat Mataram                                           | Javaans: Mataram                             |
| Maymana                      | Kanaat Maymana (ook wel: Maimana)                           | Perzisch: Maymana / میمنه                    |
| Mbaku                        | Sultanaat Mbaku                                             | Comorees: Mbaku                              |
| Mbude                        | Sultanaat Mbude                                             | Comorees: Mbude                              |
| Mbunda                       | Koninkrijk Mbunda                                           | Mbunda: Mbunda                               |
| Mecklenburg-Schwerin         | Groothertogdom Mecklenburg-Schwerin                         | Duits: Mecklenburg-Schwerin                  |
| Mecklenburg-Strelitz         | Groothertogdom Mecklenburg-Strelitz                         | Duits: Mecklenburg-Strelitz                  |
| Meliau                       | Sultanaat Meliau                                            | Meliau                                       |
| Menabe                       | Koninkrijk Menabe                                           | Sakalava-Malagasi:                           |
| Mexico                       | Verenigde Mexicaanse Staten                                 | Spaans: México                               |
| Mitsamihuli                  | Sultanaat Mitsamihuli                                       | Comorees: Mitsamihuli                        |
| Modena en Reggio             | Hertogdom Modena en Reggio                                  | Italiaans: Modena e Reggio                   |
| Mogolrijk                    | Mogolrijk                                                   | Perzisch: Shāhān-e Moġul / حکومت مغلیاں      |
| Montenegro                   | Prinsbisdom Montenegro                                      | Servisch: Crna Gora / Црна Гора              |
| Muscat en Oman               | Sultanaat Muscat                                            | Arabisch: Masqaṭ wa-‘Umān / مسقط وعمان       |
| Mwali                        | Sultanaat Mwali                                             | Comorees: Mwali                              |

### N
| Korte landsnaam (Nederlands) | Lange landsnaam (Nederlands) | Korte landsnaam (oorspronkelijke taal/talen) |
| ---------------------------- | ---------------------------- | -------------------------------------------- |
| Nassau                       | Hertogdom Nassau             | Duits: Nassau                                |
| Ndzuwani                     | Sultanaat Ndzuwani           | Comorees: Ndzuwani                           |
| Nederland                    | Koninkrijk der Nederlanden   | Nederlands: Nederland                        |
| Negeri Sembilan              | Negeri Sembilan Darul Khusus | Maleis: Negeri Sembilan / نڬري سمبيلن        |
| Nembe                        | Koninkrijk Nembe             | Izon: Nembe                                  |
| Nepal                        | Koninkrijk Nepal             | Nepalees: Nepal / नेपा                         |
| Ngoyo                        | Koninkrijk Ngoyo             | N'Goyo                                       |
| Nieuw-Granada                | Staat Nieuw-Granada          | Spaans: Nueva Granada                        |
| Ningi                        | Ningi                        | Kainji: Ningi                                |
| Niue-Fekai                   | Koninkrijk Niue-Fekai        | Niuees: Niue-Fekai                           |
| Nshenyi                      | Koninkrijk Nshenyi           | Hororo: Nshenyi                              |

### O
| Korte landsnaam (Nederlands)             | Lange landsnaam (Nederlands)                   | Korte landsnaam (oorspronkelijke taal/talen) |
| ---------------------------------------- | ---------------------------------------------- | -------------------------------------------- |
| Obwera                                   | Koninkrijk Obwera                              | Hororo: Obwera                               |
| Oke-Ila Orangun                          | Oke-Ila en Ila-Orangun (ook wel Ile-Yara)      | Yoruba: Òkè-Ìlá Òràngún                      |
| Okrika                                   | Koninkrijk Okrika                              | Kalabari: Okrika                             |
| Oldenburg                                | Groothertogdom Oldenburg                       | Duits: Oldenburg                             |
| Ondo                                     | Koninkrijk Ondo                                | Yoruba: Ondo                                 |
| Onitsha                                  | Koninkrijk Onitsha                             | Igbo: Ọnịcha                                 |
| Oostenrijk                               | Keizerrijk Oostenrijk                          | Duits: Österreich                            |
| Orungu                                   | Koninkrijk Orungu                              | Myene:                                       |
| Osogbo                                   | Koninkrijk Osogbo                              | Yoruba: Oṣogbo                               |
| Ottomaanse Rijk (ook wel: Osmaanse Rijk) | Sublieme Ottomaanse Staat                      | Osmaans: عثمانلى دولتى / Osmanlı Devleti     |
| Ouaddaï                                  | Koninkrijk Ouaddaï (ook wel: Koninkrijk Wadai) | Maba:                                        |
| Owo                                      | Koninkrijk Owo                                 | Yoruba: Owo                                  |
| Oyo                                      | Koninkrijk Oyo                                 | Yoruba: Oyo                                  |

### P
| Korte landsnaam (Nederlands) | Lange landsnaam (Nederlands)                              | Korte landsnaam (oorspronkelijke taal/talen) |
| ---------------------------- | --------------------------------------------------------- | -------------------------------------------- |
| Paaseiland                   | Paaseiland                                                | Rapa Nui: Rapa Nui                           |
| Pagaruyung                   | Koninkrijk Pagaruyung (ook wel: Minangkabau / Malayapura) | Maleis:Pagar Ruyung Minangkabaus: Sanskriet: |
| Paraguay                     | Republiek Paraguay                                        | Spaans: Paraguay                             |
| Parma en Piacenza            | Hertogdom Parma en Piacenza                               | Italiaans: Parma e Piacenza                  |
| Pasir                        | Sultanaat Pasir                                           |                                              |
| Pate                         | Sultanaat Pate                                            | Swahili:                                     |
| Peru                         | Republiek Peru                                            | Spaans: Perú                                 |
| Perzië                       | Perzische Rijk                                            | Perzisch: Irân / ایران                       |
| Porto-Novo                   | Koninkrijk Porto-Novo                                     | Fon: Ajache Ipo                              |
| Portugal                     | Koninkrijk Portugal en de Algarve                         | Portugees: Portugal                          |
| Potiskum                     | Emiraat Potiskum                                          | Ngizim: Potiskum                             |
| Pruisen                      | Koninkrijk Pruisen                                        | Duits: Preußen                               |

### R
| Korte landsnaam (Nederlands) | Lange landsnaam (Nederlands)                                     | Korte landsnaam (oorspronkelijke taal/talen) |
| ---------------------------- | ---------------------------------------------------------------- | -------------------------------------------- |
| Raiatea                      | Koninkrijk Raiatea                                               | Tahitiaans: Ra'iatea                         |
| Rapa Iti                     | Rapa Iti (ook wel: Oparo)                                        | Rapan: Rapa Iti                              |
| Reuss-Lobenstein-Ebersdorf   | Vorstendom Reuss-Lobenstein-Ebersdorf                            | Duits: Reuß-Lobenstein-Ebersdorf             |
| Reuss oudere linie           | Vorstendom Reuss oudere linie                                    | Duits: Reuß ältere Linie                     |
| Reuss-Schleiz-Gera           | Vorstendom Reuss-Schleiz en Gera                                 | Duits: Reuß-Schleiz-Gera                     |
| Rey Bouba                    | Sultanaat Rey Bouba                                              |                                              |
| Rimatara                     | Koninkrijk Rimatara                                              | Austral: Rimatara                            |
| Rozwi                        | Rozwi (ook wel: Lozwi / Changamire / Botwa / Ukalanga / Karanga) | Kalanga:                                     |
| Rujumbura                    | Koninkrijk Rujumbura                                             | Rujumbura                                    |
| Rukiga                       | Koninkrijk Rukiga                                                | Rukiga: Rukiga                               |
| Rurutu                       | Koninkrijk Rurutu                                                | Rurutisch: Rurutu                            |
| Rusland                      | Keizerrijk Rusland (ook wel: Russische Rijk)                     | Russisch: Rossija / Россия                   |
| Rwanda                       | Koninkrijk Rwanda                                                | Kinyarwanda: Rwanda                          |

### S
| Korte landsnaam (Nederlands) | Lange landsnaam (Nederlands)                                                    | Korte landsnaam (oorspronkelijke taal/talen) |
| ---------------------------- | ------------------------------------------------------------------------------- | -------------------------------------------- |
| Saksen                       | Koninkrijk Saksen                                                               | Duits: Sachsen                               |
| Saksen-Altenburg             | Hertogdom Saksen-Altenburg                                                      | Duits: Sachsen-Altenburg                     |
| Saksen-Coburg en Gotha       | Hertogdom Saksen-Coburg en Gotha                                                | Duits: Sachsen-Coburg und Gotha              |
| Saksen-Weimar-Eisenach       | Groothertogdom Saksen-Weimar-Eisenach                                           | Duits: Sachsen-Weimar-Eisenach               |
| Saksen-Meiningen             | Hertogdom Saksen-Meiningen (ook wel: Hertogdom Saksen-Meiningen-Hildburghausen) | Duits: Sachsen-Meiningen                     |
| Saloum                       | Koninkrijk Saloum                                                               | Serer: Saluum                                |
| Samoa                        | Koninkrijk Samoa                                                                | Samoaans: Samoa                              |
| San Marino                   | Republiek San Marino                                                            | Italiaans: San Marino                        |
| Sankul                       | Sjeikdom Sankul                                                                 | Sankul                                       |
| Sanwi                        | Koninkrijk Sanwi                                                                | Anyin: Sanwi                                 |
| Sardinië                     | Koninkrijk Sardinië (ook wel: Piëmont-Sardinië)                                 | Italiaans: Sardegna                          |
| Schaumburg-Lippe             | Vorstendom Schaumburg-Lippe                                                     | Duits: Schaumburg-Lippe                      |
| Schwarzburg-Rudolstadt       | Vorstendom Schwarzburg-Rudolstadt                                               | Duits: Schwarzburg-Rudolstadt                |
| Schwarzburg-Sondershausen    | Vorstendom Schwarzburg-Sondershausen                                            | Duits: Schwarzburg-Sondershausen             |
| Selangor                     | Sultanaat Selangor Darul Ehsan                                                  | Maleis: Selangor / سلاڠور                    |
| Sheka                        | Sheka                                                                           | Sheka                                        |
| Shenge                       | Shenge                                                                          | Shenge                                       |
| Shewa                        | Shewa (ook wel: Shoa / Shua / Showa / Shuwa)                                    | Afaan Oromo: Shawaa Amhaars: ሸዋ              |
| Shilluk                      | Koninkrijk Shilluk                                                              | Shilluk: Läg Cøllø                           |
| Siak                         | Sultanaat Siak Sri Indrapura                                                    | Maleis: Siak                                 |
| Sigave                       | Koninkrijk Sigave (ook wel: Singave / Sigavé)                                   | Futunisch: Sigave                            |
| Sikh                         | Rijk van de Sikhs (ook wel: Punjab)                                             | Perzisch:                                    |
| Sindh                        | Sindh (Talpur-dynastie)                                                         | Sindhi: سنڌ Urdu: سندھ                       |
| Sine                         | Koninkrijk Sine (ook wel: Sin)                                                  | Serer: Siin                                  |
| Sjeberghan                   | Kanaat Sjeberghan (ook wel: Sheberghan / Shibarghan)                            | Perzisch: Shaburghān / شبرغان                |
| Sokoto                       | Kalifaat Sokoto                                                                 | Fula: Sokoto                                 |
| Spanje                       | Koninkrijk Spanje                                                               | Spaans: España                               |
| Suket                        | Koninkrijk Suket                                                                | Hindoestani: Suket / सुकेत                     |
| Sulu                         | Sultanaat Sulu Dar al-Islam                                                     | Arabisch:                                    |
| Swaziland                    | Koninkrijk Swaziland                                                            | Swazi: Swaziland                             |

### T
| Korte landsnaam (Nederlands) | Lange landsnaam (Nederlands)           | Korte landsnaam (oorspronkelijke taal/talen) |
| ---------------------------- | -------------------------------------- | -------------------------------------------- |
| Tadjourah                    | Sultanaat Tadjourah                    | Afar: Tagórri                                |
| Tagant                       | Emiraat Tagant                         | Arabisch: Tagant / ولاية تكانت               |
| Tahiti                       | Koninkrijk Tahiti                      | Tahitiaans: Otaheiti                         |
| Tahuata                      | Koninkrijk Tahuata                     | Zuid-Marquesas: Tahuata                      |
| Tawaeli                      | Tawaeli                                | Kaili:                                       |
| Tawana                       | Tawana (ook wel: Batawana / Ngamiland) | Tswana: baTawana                             |
| Tekna                        | Tekna-confederatie                     | Hassaniya: Tashelhiyt:                       |
| Tenkodogo                    | Tenkodogo                              | More: Tenkodogo                              |
| Tonga                        | Tonga                                  | Tongaans: Tuʻi Tonga                         |
| Toro                         | Koninkrijk Toro                        | Tooro: Tooro                                 |
| Toscane                      | Groothertogdom Toscane                 | Italiaans: Toscana                           |
| Touggourt                    | Sultanaat Touggourt                    |                                              |
| Trarza                       | Emiraat Trarza                         | Arabisch: Trarza / ولاية الترارزة            |
| Tumbatu                      | Sjeikdom Tumbatu                       | Tumbatu                                      |

### U
| Korte landsnaam (Nederlands) | Lange landsnaam (Nederlands)                 | Korte landsnaam (oorspronkelijke taal/talen) |
| ---------------------------- | -------------------------------------------- | -------------------------------------------- |
| Ubani                        | Koninkrijk Ubani (ook wel: Koninkrijk Bonny) | Ibibio: Okolo-Ama                            |
| Unyanyembe                   | Koninkrijk Unyanyembe (ook wel: Unyamwezi)   | Nyamwezi: Unyanyembe                         |
| Uruguay                      | Staat ten oosten van de Uruguay              | Spaans: Uruguay                              |

### V
| Korte landsnaam (Nederlands) | Lange landsnaam (Nederlands)                        | Korte landsnaam (oorspronkelijke taal/talen) |
| ---------------------------- | --------------------------------------------------- | -------------------------------------------- |
| Venezuela                    | Republiek Venezuela                                 | Spaans: Venezuela                            |
| Verenigd Koninkrijk          | Verenigd Koninkrijk van Groot-Brittannië en Ierland | Engels: United Kingdom                       |
| Verenigde Staten             | Verenigde Staten van Amerika                        | Engels: United States                        |
| Vietnam                      | Vietnamese Rijk                                     | Vietnamees: Việt Nam / 越南                  |

### W
| Korte landsnaam (Nederlands) | Lange landsnaam (Nederlands)             | Korte landsnaam (oorspronkelijke taal/talen)    |
| ---------------------------- | ---------------------------------------- | ----------------------------------------------- |
| Waalo                        | Koninkrijk Waalo (ook wel: Oualo)        | Wolof: Waalo                                    |
| Wajoq                        | Koninkrijk Wajoq (ook wel: Wajo / Wajok) | Boeginees: Wajoq / ᨓᨍᨚ                           |
| Walayta                      | Koninkrijk Walayta (ook wel: Welayta)    | Wolaytta: Walayta                               |
| Waldeck                      | Vorstendom Waldeck en Pyrmont            | Duits: Waldeck                                  |
| Wallis                       | Koninkrijk Wallis (ook wel: Uvea)        | Wallisiaans: 'Uvea                              |
| Wanga                        | Koninkrijk Wanga                         | Luhya: Wanga                                    |
| Warri                        | Koninkrijk Warri                         | Itsekiri: Warri                                 |
| Warsangali                   | Sultanaat Warsangali (ook wel: Gerad)    | Arabisch: سلطنة الورسنجلي Somalisch: Warsangeli |
| Washili                      | Sultanaat Washili                        | Comorees:Washili                                |
| Waterboersland               | Waterboersland                           | Nederlands: Waterboersland                      |
| Württemberg                  | Koninkrijk Württemberg                   | Duits: Württemberg                              |

### X
| Korte landsnaam (Nederlands) | Lange landsnaam (Nederlands) | Korte landsnaam (oorspronkelijke taal/talen) |
| ---------------------------- | ---------------------------- | -------------------------------------------- |
| Xiva                         | Kanaat Xiva                  | Oezbeeks: Xiva                               |

### Y
| Korte landsnaam (Nederlands) | Lange landsnaam (Nederlands)                    | Korte landsnaam (oorspronkelijke taal/talen) |
| ---------------------------- | ----------------------------------------------- | -------------------------------------------- |
| Yengar                       | Koninkrijk Yengar (ook wel: Koninkrijk Janjero) | Sidamo: Yengar                               |

### Z
| Korte landsnaam (Nederlands) | Lange landsnaam (Nederlands)                    | Korte landsnaam (oorspronkelijke taal/talen)               |
| ---------------------------- | ----------------------------------------------- | ---------------------------------------------------------- |
| Zoeloekoninkrijk             | Koninkrijk van de Zoeloes (ook wel: Zoeloeland) | Zoeloe: Wene wa Zulu                                       |
| Zweden-Noorwegen             | Verenigde Koninkrijken van Zweden en Noorwegen  | Deens en Noors: Norge og Sverige Zweeds: Sverige och Norge |
| Zwitserland                  | Zwitserse Bondsstaat                            | Duits: Schweiz Frans: Suisse Italiaans: Svizzera           |

## Andere landen

### Unie tussen Zweden en Noorwegen
De Unie tussen Zweden en Noorwegen was een personele unie, waarbij de koning van Zweden tevens koning van Noorwegen was. Noorwegen had binnen deze unie een grote mate van autonomie.
| Korte landsnaam (Nederlands) | Officiële landsnaam (Nederlands) | Korte landsnaam (oorspronkelijke taal/talen) |
| ---------------------------- | -------------------------------- | -------------------------------------------- |
| Noorwegen                    | Koninkrijk Noorwegen             | Deens en Noors: Norge                        |
| Zweden                       | Koninkrijk Zweden                | Zweeds: Sverige                              |

### Landen binnen de grenzen van het Ottomaanse Rijk
In onderstaande lijst zijn staten opgenomen die lagen in het gebied dat officieel behoorde tot het Ottomaanse Rijk, maar waar het Ottomaanse Rijk geen zeggenschap had (d.w.z. het binnenland van het Arabisch Schiereiland).
| Korte landsnaam (Nederlands) | Lange landsnaam (Nederlands)                                                | Korte landsnaam (oorspronkelijke taal/talen)                                 |
| ---------------------------- | --------------------------------------------------------------------------- | ---------------------------------------------------------------------------- |
| Aqrabi                       | Sjeikdom Aqrabi                                                             | Arabisch: 'Aqrabi / عقربي                                                    |
| Audhali                      | Sultanaat Audhali                                                           | Arabisch: al-ʿAwdhalī / العوذلي                                              |
| Bayda                        | Sultanaat Bayda (ook wel: Beda / Baidah)                                    | Arabisch: Al-Bayḍā / ٱلْبَيْضَاء                                                 |
| Beihan                       | Emiraat Beihan (ook wel: Bayhan)                                            | Arabisch: Bayḥān / بيحان                                                     |
| Buraidah                     | Emiraat Buraidah                                                            | Arabisch: Burayda / بريدة                                                    |
| Dhala                        | Emiraat Dhala (ook wel: Dali / Dhali / Amiri)                               | Arabisch: aḍ-Ḍāliʿ / الضالع                                                  |
| Fadhli                       | Sultanaat Fadhli                                                            | Arabisch: Faḍlī / فضلي                                                       |
| Haushabi                     | Sultanaat Haushabi                                                          | Arabisch: Al-Hawshabī / الحوشبي                                              |
| Kathiri                      | Sultanaat Kathiri                                                           | Arabisch: al-Kathīrī / الكثيري                                               |
| Kharj                        | Emiraat Kharj                                                               | Arabisch: al-Kharj / الخرج                                                   |
| Koeweit                      | Sjeikdom Koeweit                                                            | Arabisch: al-Kuwayt / الكويت                                                 |
| Lahej                        | Sultanaat Lahej (ook wel: Sultanaat Abdali / Lahij)                         | Arabisch: Laḥij / لحج                                                        |
| Mahra                        | Mahrasultanaat Qishn en Socotra (ook wel: Mahrasultanaat Ghayda en Socotra) | Arabisch: Salṭanat Mahrah fī Qishn wa Suquṭrah / سلطنة المهرة في قشن و سقطرة |
| Mukalla                      | Staat Mukalla                                                               | Arabisch: al-Mukallā / ٱلْمُكَلَّا                                                |
| Mutayr                       | Sjeikdom Mutayr                                                             | Arabisch: Mutayr / مطير                                                      |
| Nadjd                        | Emiraat Nadjd (ook wel: Tweede Saoedische Staat)                            | Arabisch: Naǧd / نجد                                                         |
| Neder-Asir                   | Sjeikdom Neder-Asir (ook wel: Sjeikdom Asir)                                | Arabisch:                                                                    |
| Neder-Aulaqi                 | Sultanaat Neder-Aulaqi                                                      | Arabisch: ʿAwlaqī al-Suflī / العوالق السفلى                                  |
| Neder-Yafa                   | Sultanaat Neder-Yafa                                                        | Arabisch: Yāfiʿ al-Suflā / يافع السفلى                                       |
| Opper-Asir                   | Sjeikdom Opper-Asir                                                         | Arabisch:                                                                    |
| Opper-Aulaqi (sjeikdom)      | Sjeikdom Opper-Aulaqi                                                       | Arabisch: Mashyakhat al-ʿAwālaq al-ʿUlyā / مشيخة العوالق العليا              |
| Opper-Aulaqi (sultanaat)     | Sultanaat Opper-Aulaqi                                                      | Arabisch: Salṭanat al-ʿAwālaq al-ʿUlyā / سلطنة العوالق العليا                |
| Opper-Yafa                   | Staat Opper-Yafa (ook wel: Sultanaat Opper-Yafa)                            | Arabisch: Yāfiʿ al-ʿUlyā / يافع العليا                                       |
| Qasimiden                    | Imamaat van de Qasimiden (Imamaat Jemen / Imamaat van de Zaidieten)         | Arabisch:                                                                    |
| Shaib                        | Sjeikdom Shaib                                                              | Arabisch: Shuʿayb / شعيب                                                     |
| Shihr                        | Shihr                                                                       | Arabisch: Ash Shihr / الشحر                                                  |
| Subeihi                      | Sultanaat Subeihi                                                           | Arabisch: aṣ-Ṣubayḥī / الصبيحي                                               |
| Unayzah                      | Emiraat Unayzah (ook wel: Anayzah)                                          | Arabisch: Unaizah / عنيزة                                                    |
| Wahidi Azzan                 | Sultanaat Wahidi Azzan                                                      | Arabisch:                                                                    |
| Wahidi Balhaf                | Sultanaat Wahidi Balhaf                                                     | Arabisch: Wāḥidī Bālḥāf / واحدي بالحاف                                       |
| Wahidi Bir Ali               | Wahidi Wilayah Bir Ali                                                      | Arabisch: Wāḥidī Bīr ʿAlī / واحدي بير علي                                    |
| Wahidi Haban                 | Sultanaat Wahidi Haban (ook wel: Wahidi Habban)                             | Arabisch: Wāḥidī Ḥabbān / واحدي حبان                                         |

### Balinese koninkrijken
Het Koninkrijk Bali bestond uit diverse zelfstandige koninkrijken, waarbij de koning van Klungkung fungeerde als een primus inter pares. Ubud was een vazal van Gianyar en is niet apart weergegeven.
| Korte landsnaam (Nederlands) | Status                | Korte landsnaam (oorspronkelijke taal/talen) |
| ---------------------------- | --------------------- | -------------------------------------------- |
| Badung                       | Koninkrijk Badung     | Balinees: Badung                             |
| Bangli                       | Koninkrijk Bangli     | Balinees: Bangli                             |
| Buleleng                     | Koninkrijk Buleleng   | Balinees: Buleleng                           |
| Gianyar                      | Koninkrijk Gianyar    | Balinees: Gianyar                            |
| Jembrana                     | Koninkrijk Jembrana   | Balinees: Jembrana                           |
| Karangasem                   | Koninkrijk Karangasem | Balinees: Karangasem                         |
| Kesiman                      | Koninkrijk Kesiman    | Balinees: Kesiman                            |
| Klungkung                    | Koninkrijk Klungkung  | Balinees: Klungkung                          |
| Mengwi                       | Koninkrijk Mengwi     | Balinees: Mengwi                             |
| Pamecutan                    | Koninkrijk Pamecutan  | Balinees: Pamecutan                          |
| Tabanan                      | Koninkrijk Tabanan    | Balinees: Tabanan                            |

### Niet algemeen erkende landen
In onderstaande lijst zijn landen opgenomen die internationaal niet erkend werden, maar de facto wel onafhankelijk waren en de onafhankelijkheid hadden uitgeroepen.
| Korte landsnaam (Nederlands) | Officiële landsnaam (Nederlands) | Korte landsnaam (oorspronkelijke taal/talen)                     |
| ---------------------------- | -------------------------------- | ---------------------------------------------------------------- |
| België                       | Koninkrijk België                | Frans: Belgique Nederlands: België                               |
| Couto Misto                  | Couto Misto                      | Galicisch: Couto Mixto Portugees: Couto Misto Spaans: Coto Mixto |
| Muskogee (tot 24 maart)      | Staat Muskogee                   | Engels: Muskogee                                                 |
| Pitcairn (vanaf oktober)     | Gemenebest Pitcairn              | Engels: Pitcairn                                                 |
| Qaraei                       | Kanaat Qaraei                    | Perzisch: قرایی Tataars: къарай                                  |
| Servië                       | Vorstendom Servië                | Servisch: Srbija / Србија                                        |

## Niet-onafhankelijke gebieden
Hieronder staat een lijst van afhankelijke gebieden.

### Afghaanse niet-onafhankelijke gebieden
| Korte landsnaam (Nederlands) | Status                            | Korte landsnaam (oorspronkelijke taal/talen) |
| ---------------------------- | --------------------------------- | -------------------------------------------- |
| Andkhoy                      | Kanaat Andkhoy (ook wel: Andkhui) |                                              |

### Amerikaanse niet-onafhankelijke gebieden
| Korte landsnaam (Nederlands)  | Status       | Korte landsnaam (oorspronkelijke taal/talen) |
| ----------------------------- | ------------ | -------------------------------------------- |
| Edina (vanaf 1832)            | Kolonie      | Engels: Edina Colony                         |
| Humphrey                      | Eilandgebied | Engels: Humphrey Island                      |
| Liberia                       | Kolonie      | Engels: Liberia                              |
| New Georgia                   | Kolonie      | Engels: New Georgia                          |
| Port Cresson (vanaf december) | Kolonie      | Engels: Port Cresson                         |

### Amerikaans-Britse niet-onafhankelijke gebieden
| Korte landsnaam (Nederlands) | Status      | Korte landsnaam (oorspronkelijke taal/talen) |
| ---------------------------- | ----------- | -------------------------------------------- |
| Oregon Country               | Condominium | Engels: Columbia District / Oregon Country   |

### Niet-onafhankelijke gebieden van Ashanti
| Korte landsnaam (Nederlands) | Status     | Korte landsnaam (oorspronkelijke taal/talen) |
| ---------------------------- | ---------- | -------------------------------------------- |
| Denkyira                     | Vazalstaat | Akan: Denkyira                               |

### Belgisch-Pruisische niet-onafhankelijke gebieden
| Korte landsnaam (Nederlands) | Status                         | Korte landsnaam (oorspronkelijke taal/talen) |
| ---------------------------- | ------------------------------ | -------------------------------------------- |
| Moresnet                     | Condominium: Neutraal Moresnet | Duits en Frans: Moresnet                     |

### Niet-onafhankelijke gebieden van Benin
De Ekiti-koninkrijken waren onder andere Ado-Ekiti, Akure, Aramoko-Ekiti, Awo-Ekiti, Ikere en Ise-Ekiti. Deze stadstaten zijn niet apart weergegeven.
| Korte landsnaam (Nederlands) | Status      | Korte landsnaam (oorspronkelijke taal/talen) |
| ---------------------------- | ----------- | -------------------------------------------- |
| Ekiti-koninkrijken           | Vazalstaten | Yoruba:                                      |

### Britse niet-onafhankelijke gebieden
| Korte landsnaam (Nederlands)                                    | Status                                       | Korte landsnaam (oorspronkelijke taal/talen)                                                                         |
| --------------------------------------------------------------- | -------------------------------------------- | --- |
| Abu Dhabi                                                       | Protectoraat                                 | Arabisch: Abū Ẓabī / أبوظبي Engels: Abu Dhabi                                                                        |
| Ajman                                                           | Protectoraat                                 | Arabisch: ʿAǧmān / عجمان Engels: Ajman                                                                               |
| Antigua-Barbuda-Montserrat                                      | Kolonie                                      | Engels: Antigua-Barbuda-Montserrat                                                                                   |
| Ascension                                                       | Overzees bezit                               | Engels: Ascension Island                                                                                             |
| Assiniboia                                                      | Eigendom van de Hudson's Bay Company.        | Engels: Assiniboia (ook wel: Red River Settlement)                                                                   |
| Bahama's                                                        | Kroonkolonie                                 | Engels: Bahama Islands                                                                                               |
| Barbados                                                        | Kolonie                                      | Engels: Barbados |
| Bermuda                                                         | Kroonkolonie                                 | Engels: Bermuda |
| Bonin-eilanden                                                  | Overzees bezit                               | Engels: Bonin Islands                                                                                                |
| Brits-Guyana                                                    | Kroonkolonie                                 | Engels: British Guiana                                                                                               |
| Britse West-Afrikaanse Territoria                               | Overzees bezit                               | Engels: British West African Territories                                                                             |
| Ceylon                                                          | Kroonkolonie                                 | Engels: Ceylon |
| Cocoseilanden                                                   | Eigendom van de familie Clunies-Ross         | Engels: Cocos (Keeling) Islands                                                                                      |
| Dominica                                                        | Kolonie                                      | Engels: Dominica |
| Gibraltar                                                       | Kroonkolonie                                 | Engels: Gibraltar |
| Grahamland (vanaf 21 februari)                                  | Overzees bezit                               | Engels: Graham Land                                                                                                  |
| Grenada                                                         | Kolonie                                      | Engels: Grenada |
| Helgoland                                                       | Kolonie                                      | Engels: Heligoland                                                                                                   |
| Jamaica                                                         | Kroonkolonie                                 | Engels: Jamaica |
| Kaapkolonie                                                     | Kroonkolonie                                 | Engels: Cape Colony Nederlands: Kaapkolonie                                                                          |
| Lord Howe-eiland                                                | Overzees bezit                               | Engels: Lord Howe Island                                                                                             |
| Malden                                                          | Overzees bezit                               | Engels: Malden Island                                                                                                |
| Malta                                                           | Kroonkolonie                                 | Engels: Malta |
| Mary Ballcouts Eiland                                           | Overzees bezit                               | Engels: Mary Ballcout's Island                                                                                       |
| Mauritius                                                       | Kroonkolonie                                 | Engels: Mauritius |
| Miskitokoninkrijk                                               | Protectoraat: Miskitokoninkrijk              | Engels: Mosquito Kingdom Miskito:                                                                                    |
| Neder-Canada                                                    | Kolonie                                      | Engels: Lower Canada                                                                                                 |
| Newfoundland                                                    | Kroonkolonie                                 | Engels: Newfoundland                                                                                                 |
| Nieuw-Brunswijk                                                 | Kolonie                                      | Engels: New Brunswick                                                                                                |
| Nieuw-Caledonië                                                 | Bestuurd door de Hudson's Bay Company        | Engels: New Caledonia                                                                                                |
| New South Wales                                                 | Kroonkolonie                                 | Engels: New South Wales                                                                                              |
| Nieuwe Hebriden                                                 | Protectoraat                                 | Engels: New Hebrides                                                                                                 |
| Noordwestelijk Territorium                                      | Eigendom van de Hudson's Bay Company         | Engels: North-Western Territory                                                                                      |
| Nova Scotia                                                     | Kolonie                                      | Engels: Nova Scotia                                                                                                  |
| Oost-Indië                                                      | Gebied van de Britse Oost-Indische Compagnie | Engels: East India                                                                                                   |
| Opper-Canada                                                    | Kolonie                                      | Engels: Upper Canada                                                                                                 |
| Prins Edwardeiland                                              | Kolonie                                      | Engels: Prince Edward Island                                                                                         |
| Prins Edwardeilanden                                            | Overzees bezit                               | Engels: Prince Edward Islands                                                                                        |
| Rupertland                                                      | Eigendom van de Hudson's Bay Company.        | Engels: Rupert's Land                                                                                                |
| Saint Christopher, Nevis, Anguilla en de Britse Maagdeneilanden | Kolonie                                      | Engels: Saint Christopher, Nevis, Anguilla and the British Virgin Islands                                            |
| Saint Lucia                                                     | Kolonie                                      | Engels: Saint Lucia                                                                                                  |
| Saint Vincent                                                   | Kolonie                                      | Engels: Saint Vincent                                                                                                |
| Sharjah                                                         | Protectoraat                                 | Arabisch: Aš Šāriqah / الشارقة Engels: Sharjah                                                                       |
| Shenge                                                          | Protectoraat                                 | Engels: Shenge |
| Sint-Helena                                                     | Gebied van de Britse Oost-Indische Compagnie | Engels: Saint Helena                                                                                                 |
| Stikineterritorium                                              | Overzees bezit                               | Engels: Stickeen Territories / Stikine Territory                                                                     |
| Swan River (tot 6 februari)                                     | Kolonie                                      | Engels: Swan River Colony                                                                                            |
| Tobago                                                          | Kolonie                                      | Engels: Tobago |
| Trinidad                                                        | Kolonie                                      | Engels: Trinidad |
| Tristan da Cunha                                                | Kroonkolonie                                 | Engels: Tristan da Cunha                                                                                             |
| Umm al-Qaiwain                                                  | Protectoraat                                 | Arabisch: Umm al Quwwayn / أمّ القيوين Engels: Umm al-Quwain                                                          |
| Van Diemensland                                                 | Kolonie                                      | Engels: Van Diemen's Land                                                                                            |
| Verenigde Staten van de Ionische Eilanden                       | Protectoraat                                 | Grieks: Inoménon Krátos ton Ioníon Níson / Ηνωμένον Κράτος των Ιονίων Νήσων Italiaans: Stati Uniti delle Isole Ionie |
| West-Australië (vanaf 6 februari)                               | Kroonkolonie                                 | Engels: Western Australia                                                                                            |
| Zuid-Georgië en de Zuidelijke Sandwicheilanden                  | Overzees bezit                               | Engels: South Georgia and the South Sandwich Islands                                                                 |
| Zuidelijke Orkneyeilanden                                       | Overzees bezit                               | Engels: South Orkney Islands                                                                                         |
| Zuidelijke Shetlandeilanden                                     | Overzees bezit                               | Engels: South Shetland Islands                                                                                       |

### Britse Kroonbezittingen
| Korte landsnaam (Nederlands) | Status           | Korte landsnaam (oorspronkelijke taal/talen)    |
| ---------------------------- | ---------------- | ----------------------------------------------- |
| Guernsey                     | Brits Kroonbezit | Engels: Guernsey Frans: Guernesey               |
| Jersey                       | Brits Kroonbezit | Engels en Frans: Jersey                         |
| Man                          | Brits Kroonbezit | Engels: Isle of Man Manx-Gaelisch: Ellan Vannin |

### Chinese niet-onafhankelijke gebieden
| Korte landsnaam (Nederlands) | Status                              | Korte landsnaam (oorspronkelijke taal/talen) |
| ---------------------------- | ----------------------------------- | -------------------------------------------- |
| Hunza                        | Vazalstaat: Hunza (ook wel: Kanjut) | Urdu: Hunza / ہنزہ                           |
| Ladakh                       | Vazalstaat van Tibet                | Ladakhi:                                     |
| Lanfang                      | Vazalstaat: Republiek Lanfang       | Mandarijn: Lánfāng Gònghéguó / 蘭芳共和國    |
| Tibet                        | Vazalstaat                          | Tibetaans: Bod / བོད་                         |

### Niet-onafhankelijke gebieden van Chitral
Onderstaande gebieden waren schatplichtig aan Chitral, maar waren grotendeels autonoom.
| Korte landsnaam (Nederlands) | Status                                    | Korte landsnaam (oorspronkelijke taal/talen) |
| ---------------------------- | ----------------------------------------- | -------------------------------------------- |
| Dir                          | Kanaat Dir                                | Pasjtoe: Urdu: دير                           |
| Jandol                       | Kanaat Jandol (ook wel: Jandul / Jandool) | Pasjtoe:                                     |
| Kafiristan                   | Kafiristan                                | Kafiri:                                      |

### Deense niet-onafhankelijke gebieden
| Korte landsnaam (Nederlands) | Status                                                                                    | Korte landsnaam (oorspronkelijke taal/talen) |
| ---------------------------- | ----------------------------------------------------------------------------------------- | -------------------------------------------- |
| Deense Goudkust              | Kolonie                                                                                   | Deens: Den danske Guldkyst                   |
| Deens-Oost-Indië             | Kolonie                                                                                   | Deens: Dansk Ostindien                       |
| Deens-West-Indië             | Kolonie                                                                                   | Deens: Dansk Vestindien                      |
| Groenland                    | Kolonie                                                                                   | Deens: Grønland                              |
| Holstein                     | Hertogdom Holstein, lid van de Duitse Bond en in personele unie met Denemarken verbonden  | Deens: Holsten Duits: Holstein               |
| IJsland                      | Kolonie                                                                                   | Deens: Ísland                                |
| Lauenburg                    | Hertogdom Lauenburg, lid van de Duitse Bond en in personele unie met Denemarken verbonden | Deens en Duits: Lauenburg                    |
| Sleeswijk                    | Hertogdom Sleeswijk, lid van de Duitse Bond en in personele unie met Denemarken verbonden | Deens: Slesvig Duits: Schleswig              |

### Franse niet-onafhankelijke gebieden
| Korte landsnaam (Nederlands) | Status         | Korte landsnaam (oorspronkelijke taal/talen)   |
| ---------------------------- | -------------- | ---------------------------------------------- |
| Algiers                      | Bezet gebied   | Frans: Alger                                   |
| Bourbon                      | Kolonie        | Frans: Île Bourbon                             |
| Crozeteilanden               | Overzees bezit | Frans: Îles Crozet                             |
| Franse Goudkust              | Overzees bezit | Frans: Établissements français de la Côte-d'Or |
| Frans-Guyana                 | Kolonie        | Frans: Guyane                                  |
| Frans-Indië                  | Kolonie        | Frans: Établissements français de l'Inde       |
| Guadeloupe                   | Kolonie        | Frans: Guadeloupe                              |
| Kerguelen                    | Overzees bezit | Frans: Îles Kerguelen                          |
| Martinique                   | Kolonie        | Frans: Martinique                              |
| Saint-Paul en Amsterdam      | Overzees bezit | Frans: Saint-Paul-et-Amsterdam                 |
| Saint-Pierre en Miquelon     | Kolonie        | Frans: Saint-Pierre-et-Miquelon                |
| Senegal                      | Kolonie        | Frans: Senegal                                 |

### Niet-onafhankelijke gebieden van Gunung Tabur
| Korte landsnaam (Nederlands) | Status                         | Korte landsnaam (oorspronkelijke taal/talen) |
| ---------------------------- | ------------------------------ | -------------------------------------------- |
| Bulungan                     | Vazalstaat: Sultanaat Bulungan | Maleis: Bulungan / بولوڠن                    |

### Niet-onafhankelijke gebieden van Imerina
| Korte landsnaam (Nederlands) | Status                       | Korte landsnaam (oorspronkelijke taal/talen) |
| ---------------------------- | ---------------------------- | -------------------------------------------- |
| Boina (tot 1832)             | Vazalstaat: Koninkrijk Boina | Malagassisch: Boina                          |

### Niet-onafhankelijke gebieden van Janjira
| Korte landsnaam (Nederlands) | Status                                                                 | Korte landsnaam (oorspronkelijke taal/talen) |
| ---------------------------- | ---------------------------------------------------------------------- | -------------------------------------------- |
| Jafarabad                    | Jafarabad (ook wel: Jafrabad), in personele unie met Janjira verbonden | Gujarati: જાફરાબાદ                              |

### Japanse niet-onafhankelijke gebieden
| Korte landsnaam (Nederlands) | Status                        | Korte landsnaam (oorspronkelijke taal/talen)                    |
| ---------------------------- | ----------------------------- | --------------------------------------------------------------- |
| Riukiu                       | Vazalstaat: Koninkrijk Riukiu | Japans: Ryūkyū Ōkoku / 琉球王国 Riukiuaans: Rūchū-kuku / 琉球國 |

### Niet-onafhankelijke gebieden van Johor
| Korte landsnaam (Nederlands) | Status                       | Korte landsnaam (oorspronkelijke taal/talen) |
| ---------------------------- | ---------------------------- | -------------------------------------------- |
| Muar                         | Vazalstaat                   | Maleis: Muar                                 |
| Pahang                       | Vazalstaat: Sultanaat Pahang | Maleis: Pahang                               |

### Nederlandse niet-onafhankelijke gebieden
De staten (vorstenlanden) van Nederlands-Indië die onder Nederlandse protectie stonden en soms een grote mate van autonomie hadden, zijn niet apart weergegeven. Voorbeelden hiervan zijn: Bacan, Banjarmasin, Bima, Buton, Gowa, Kotawaringin, Kubu, Kutai Kartanegara, Lingga-Riau, Mataram, Mempawah, Pontianak, Sambas, Siau, Simpang, Sintang, Tabukan, Tayan en Tidore. Ook niet hieronder weergegeven is het Groothertogdom Luxemburg, dat in personele unie met Nederland was verbonden en onderdeel was van de Duitse Bond. De kolonie Nederlands West-Indië omvatte de kolonie Suriname (Nederlands-Guyana), alsmede Aruba, Bonaire, Curaçao, Saba, Sint Eustatius en Sint Maarten.
| Korte landsnaam (Nederlands) | Status                     | Korte landsnaam (oorspronkelijke taal/talen)               |
| ---------------------------- | -------------------------- | ---------------------------------------------------------- |
| Ahanta                       | Protectoraat               | Nederlands: Ahanta                                         |
| Nederlands-Indië             | Kolonie                    | Nederlands: Nederlands-Indië                               |
| Nederlandse Goudkust         | Kolonie: Nederlands-Guinea | Nederlands: Nederlandsche Bezittingen ter Kuste van Guinea |
| Nederlands West-Indië        | Kolonie                    | Nederlands: Nederlands West-Indië                          |

### Oostenrijkse niet-onafhankelijke gebieden
| Korte landsnaam (Nederlands) | Status | Korte landsnaam (oorspronkelijke taal/talen)        |
| ---------------------------- | --- | --------------------------------------------------- |
| Lombardije-Venetië           | In personele unie met Oostenrijk verbonden: Lombardisch-Venetiaans Koninkrijk (ook wel: Oostenrijks-Italië) | Duits: Lombardo-Venetien Italiaans: Lombardo-Veneto |

### Ottomaanse niet-onafhankelijke gebieden
Egypte en Tunis waren onderdelen van het Ottomaanse Rijk, maar hadden een grote mate van autonomie.
| Korte landsnaam (Nederlands) | Status                             | Korte landsnaam (oorspronkelijke taal/talen) |
| ---------------------------- | ---------------------------------- | -------------------------------------------- |
| Baban                        | Vazalstaat: Emiraat Baban          | Koerdisch:                                   |
| Badinan                      | Vazalstaat: Badinan                | Koerdisch:                                   |
| Bitlis                       | Vazalstaat: Vorstendom Bitlis      | Koerdisch:                                   |
| Botan                        | Vazalstaat: Emiraat Botan (Bokhti) | Koerdisch:                                   |
| Egypte                       | Eyalet Egypte                      | Arabisch: Miṣr / مِصر Osmaans: Mısır / میصیر  |
| Hakkari                      | Vazalstaat: Emiraat Hakkari        | Koerdisch:                                   |
| Moldavië                     | Vazalstaat: Vorstendom Moldavië    | Osmaans: Bogdan Roemeens: Moldova            |
| Samos (vanaf 22 december)    | Vazalstaat: Vorstendom Samos       | Grieks: Sámos / Σάμος Osmaans:               |
| Şirvan                       | Vazalstaat: Emiraat Şirvan         | Koerdisch:                                   |
| Soran                        | Vazalstaat: Emiraat Soran          | Koerdisch:                                   |
| Svanetië                     | Vazalstaat: Vorstendom Svanetië    | Svanetisch:                                  |
| Taqali                       | Vazalstaat: Taqali                 | Taqali: Taqali                               |
| Tunis                        | Beylik Tunis                       | Arabisch: Osmaans:                           |

### Perzische niet-onafhankelijke gebieden
| Korte landsnaam (Nederlands) | Status                                                   | Korte naam (oorspronkelijke taal/talen)                    |
| ---------------------------- | -------------------------------------------------------- | ---------------------------------------------------------- |
| Ardalan                      | Vazalstaat: Ardalan (ook wel: Erdalan)                   | Koerdisch: Perzisch: Ardalān / اردلان                      |
| Maku                         | Vazalstaat: Kanaat Maku                                  | Azerbeidzjaans: Maku Perzisch: Mākū / ماكو                 |
| Maragha                      | Vazalstaat: Kanaat Maragha (ook wel: Maraqeh / Maragheh) | Azerbeidzjaans: ماراغا Perzisch: Marāgheh / مراغه          |
| Urmia                        | Vazalstaat: Kanaat Urmia                                 | Azerbeidzjaans: Urmiya / اورمیه و Perzisch: Urmia / ارومیه |

### Portugese niet-onafhankelijke gebieden
| Korte landsnaam (Nederlands) | Status                | Korte landsnaam (oorspronkelijke taal/talen) |
| ---------------------------- | --------------------- | -------------------------------------------- |
| Azoren (tot 4 juni)          | Kapiteinsgeneraliteit | Portugees: Açores                            |
| Kaapverdië                   | Kolonie               | Portugees: Cabo Verde                        |
| Macau                        | Kolonie               | Portugees: Macau                             |
| Madeira                      | Kolonie               | Portugees: Madeira                           |
| Portugees-Indië              | Kolonie               | Portugees: Estado da Índia                   |
| Portugees-Oost-Afrika        | Kolonie               | Portugees: África Oriental Portuguesa        |
| Portugees-West-Afrika        | Kolonie               | Portugees: África Ocidental Portuguesa       |
| Sao Tomé en Principe         | Kolonie               | Portugees: São Tomé e Príncipe               |

### Russische niet-onafhankelijke gebieden
| Korte landsnaam (Nederlands) | Status                                                           | Korte landsnaam (oorspronkelijke taal/talen)                                        |
| ---------------------------- | ---------------------------------------------------------------- | ----------------------------------------------------------------------------------- |
| Abchazië                     | Protectoraat: Vorstendom Abchazië                                | Abchazisch: Apsny / Аҧсны́ Russisch: Abkhazia / Абхазия                              |
| Akhty-Para                   | Confederatie Akhty-Para                                          | Lezgisch: Russisch:                                                                 |
| Aqusha-Dargo                 | Confederatie Aqusha-Dargo                                        | Lezgisch:                                                                           |
| Bukej-Horde                  | Vazalstaat: Kanaat van de Bukej-Horde                            | Kazachs: Bökey Ordası / Бөкей Ордасы Russisch: Bukeyevskaya Orda / Букеевская Орда  |
| Congres-Polen                | Vazalstaat: Koninkrijk Polen (ook wel: Congreskoninkrijk)        | Pools: Królestwo Polskie Russisch: Tsarstvo Polskoye / Царство Польское             |
| Elisu                        | Vazalstaat: Sultanaat Elisu (ook wel: Elisou / Ilisu)            | Azerbeidzjaans: Georgisch: Russisch: Илису Tsachoerisch:                            |
| Finland                      | Grootvorstendom Finland, in personele unie met Rusland verbonden | Fins: Suomi Russisch: Финляндия Zweeds: Finland                                     |
| Gazikumukh                   | Kanaat Gazikumukh (ook wel: Lak / Kazi-Kumukh / Qazi-Qumuq)      | Lak: Gazigumukssa Khanlug Russisch: Казикумухское ханство                           |
| Kaitag                       | Kaitag                                                           | Dargiens: Koemuks: Russisch: Кайтагское уцмийство                                   |
| Mehtuli                      | Kanaat Mehtuli (ook wel: Dzhengutai / Jengutay)                  | Koemuks: Mahtulu xanlıq Russisch: Мехтулинское ханство                              |
| Mingrelië                    | Protectoraat: Vorstendom Mingrelië                               | Mingreels:                                                                          |
| Qutqashen                    | Sultanaat Qutqashen (ook wel: Qabala)                            | Azerbeidzjaans: Qutqaşen sultanlığı / Qəbələ mahalı Russisch: Куткашенский султанат |
| Russisch-Amerika             | Territorium van de Russisch-Amerikaanse Compagnie                | Russisch: Russkaya Amerika / Русская Америка                                        |
| Tabassaran                   | Vazalstaat: Vorstendom Tabassaran (ook wel: Tabasaran)           | Russisch: Tabassaraans: Табасаран                                                   |
| Talysh                       | Vazalstaat: Kanaat Talysh (ook wel: Lankaran)                    | Azerbeidzjaans: Talış Russisch: Талышское ханство Talysh:                           |
| Tarki                        | Vazalstaat: Sjamchalaat Tarki                                    | Koemuks: Targhu / Таргъу Russisch: Тарки́                                            |

### Rwandese niet-onafhankelijke gebieden
| Korte landsnaam (Nederlands) | Status                                                        | Korte landsnaam (oorspronkelijke taal/talen) |
| ---------------------------- | ------------------------------------------------------------- | -------------------------------------------- |
| Buhoma                       | Vazalstaat: Koninkrijk Buhoma                                 | Kinyarwanda: Buhoma                          |
| Bukonja                      | Vazalstaat: Koninkrijk Bukonja                                | Kinyarwanda: Bukonja                         |
| Bukunzi                      | Vazalstaat: Koninkrijk Bukunzi (ook wel: Koninkrijk Mbirizi)  | Kinyarwanda: Bukunzi                         |
| Bushiru                      | Vazalstaat: Koninkrijk Bushiru                                | Kinyarwanda: Bushiru                         |
| Busozo                       | Vazalstaat: Koninkrijk Busozo                                 | Kinyarwanda: Busozo                          |
| Cyingogo                     | Vazalstaat: Koninkrijk Cyingogo (ook wel: Koninkrijk Kingogo) | Kinyarwanda: Cyingogo                        |
| Kibari                       | Vazalstaat: Koninkrijk Kibari                                 | Kinyarwanda: Kibari                          |
| Ruhengeri                    | Vazalstaat: Koninkrijk Ruhengeri                              | Kinyarwanda: Ruhengeri                       |

### Sardijnse niet-onafhankelijke gebieden
| Korte landsnaam (Nederlands) | Status                          | Korte landsnaam (oorspronkelijke taal/talen) |
| ---------------------------- | ------------------------------- | -------------------------------------------- |
| Monaco                       | Protectoraat: Vorstendom Monaco | Frans: Monaco                                |

### Niet-onafhankelijke gebieden van Siak
| Korte landsnaam (Nederlands) | Status                        | Korte landsnaam (oorspronkelijke taal/talen) |
| ---------------------------- | ----------------------------- | -------------------------------------------- |
| Deli                         | Vazalstaat: Sultanaat Deli    | Maleis: Deli                                 |
| Langkat                      | Vazalstaat: Sultanaat Langkat | Maleis: Langkat                              |
| Serdang                      | Vazalstaat: Sultanaat Serdang | Maleis: Serdang                              |

### Siamese niet-onafhankelijke gebieden
Het Koninkrijk Besut Darul Iman was een vazal van Terengganu en is niet apart weergegeven. De semi-autonome stadstaten van Lanna (Chiang Rai, Lampang, Lamphun, Mae Hong Son, Nan en Phrae) zijn ook niet apart vermeld. Patani was een confederatie bestaande uit 7 semi-autonome koninkrijken: Patani, Reman, Nongchik, Teluban (Saiburi), Legeh, Yaring (Jambu) en Yala (Jala). Deze koninkrijken zijn ook niet apart weergegeven.
| Korte landsnaam (Nederlands) | Status                                                                                    | Korte landsnaam (oorspronkelijke taal/talen)       |
| ---------------------------- | ----------------------------------------------------------------------------------------- | -------------------------------------------------- |
| Cambodja                     | Vazalstaat: Koninkrijk Cambodja                                                           | Khmer: Kampuchéa / កម្ពុជា Siamees: Kạmphūchā / กัมพูชา |
| Champasak                    | Vazalstaat: Koninkrijk Champasak                                                          | Laotiaans: Champasak / ຈຳປາສັກ Siamees:             |
| Kelantan                     | Vazalstaat: Koninkrijk Kelantan Darul Naim                                                | Maleis: Kelantan / کلنتن Siamees: Kalantan         |
| Lanna                        | Vazalstaat: Land van een Miljoen Rijstvelden (Koninkrijk Lanna / Koninkrijk Chiangmai)    | Lanna en Siamees: อาณาจักรล้านนา                     |
| Luang Prabang                | Vazalstaat: Land van een Miljoen Olifanten en de Witte Parasol (Koninkrijk Luang Prabang) | Laotiaans: Luang Phabang / ຫຼວງພະບາງ Siamees:       |
| Patani                       | Vazalstaat: Koninkrijk Patani Darussalam                                                  | Maleis: Patani Siamees: Pattani / ปัตตานี            |
| Perak                        | Vazalstaat: Sultanaat Perak Darul Ridzuan                                                 | Maleis: Perak / ڤيراق Siamees:                     |
| Setul                        | Vazalstaat: Koninkrijk Setul Mambang Segara                                               | Maleis: Setul Siamees: Satun / สตูล                 |
| Terengganu                   | Vazalstaat: Sultanaat Terengganu Darul Iman                                               | Maleis: Tranung Siamees: Trangkanu / ตรังกานู        |
| Xhieng Khuang                | Vazalstaat: Koninkrijk Xhieng Khuang (ook wel: Muang Phuan)                               | Laotiaans: Siamees:                                |

### Niet-onafhankelijke gebieden van de Sikhs
| Korte landsnaam (Nederlands) | Status     | Korte landsnaam (oorspronkelijke taal/talen) |
| ---------------------------- | ---------- | -------------------------------------------- |
| Jammu                        | Vazalstaat | Dogri: जम्मू, Punjabi: ਜੰਮੂ                      |

### Niet-onafhankelijke gebieden van Sokoto
| Korte landsnaam (Nederlands) | Status                                              | Korte landsnaam (oorspronkelijke taal/talen)            |
| ---------------------------- | --------------------------------------------------- | ------------------------------------------------------- |
| Adamawa                      | Vazalstaat: Emiraat Adamawa                         | Fula: Lamorde Adamaawa / 𞤤𞤢𞤥𞤮𞤪𞤣𞤫 𞤢𞤣𞤢𞤥𞤢𞥄𞤱𞤢 Hausa: Adamawa |
| Agaie                        | Vazalstaat: Emiraat Agaie                           | Fula: Agaie                                             |
| Bauchi                       | Vazalstaat: Emiraat Bauchi                          | Fula: Bauchi                                            |
| Daura                        | Vazalstaat: Emiraat Daura                           | Hausa: Daura                                            |
| Dutse                        | Vazalstaat: Emiraat Dutse                           | Fula: Dutse                                             |
| Gobir                        | Vazalstaat: Emiraat Gobir                           | Hausa: Gobir                                            |
| Gombe                        | Vazalstaat: Emiraat Gombe                           | Fula: Gombe                                             |
| Gwandu                       | Vazalstaat: Emiraat Gwandu                          | Hausa: Gwandu                                           |
| Hadejia                      | Vazalstaat: Emiraat Hadejia                         | Hausa: Haɗejiya                                         |
| Ilorin                       | Vazalstaat: Emiraat Ilorin                          | Yoruba: Ilorin                                          |
| Jama'are                     | Vazalstaat: Emiraat Jama'are                        | Fula: Jama'are                                          |
| Jema'a                       | Vazalstaat: Emiraat Jema'an Darroro                 | Jema'a                                                  |
| Kano                         | Vazalstaat: Emiraat Kano                            | Hausa: Kano                                             |
| Katagum                      | Vazalstaat: Emiraat Katagum                         | Fula: Katagum                                           |
| Katsina                      | Vazalstaat: Emiraat Katsina                         | Hausa: Katsina                                          |
| Kazaure                      | Vazalstaat: Emiraat Kazaure                         | Fula: Kazaure                                           |
| Keffi                        | Vazalstaat: Emiraat Keffi                           | Fula: Keffi                                             |
| Lafia                        | Vazalstaat: Lafia Beri-Beri                         | Kanuri: Lafia                                           |
| Lafiagi                      | Vazalstaat: Emiraat Lafiagi                         | Fula: Lafiagi                                           |
| Lapai                        | Vazalstaat: Emiraat Lapai                           | Fula: Lapai                                             |
| Liptako                      | Vazalstaat: Emiraat Liptako                         | Fula: Liptako                                           |
| Misau                        | Vazalstaat: Emiraat Misau                           | Hausa: Misau                                            |
| Muri                         | Vazalstaat: Emiraat Muri                            | Fula: Muri / 𞤥𞤵𞥅𞤪𞤭                                       |
| Yauri                        | Vazalstaat: Emiraat Yauri (ook wel: Emiraat Yawuri) | Hausa: Yauri                                            |
| Zamfara                      | Vazalstaat: Koninkrijk Zamfara                      | Hausa: Zamfara                                          |
| Zaria                        | Vazalstaat: Emiraat Zaria                           | Hausa: Zaria                                            |

### Spaanse niet-onafhankelijke gebieden
| Korte landsnaam (Nederlands) | Status                                     | Korte landsnaam (oorspronkelijke taal/talen) |
| ---------------------------- | ------------------------------------------ | -------------------------------------------- |
| Cuba                         | Kolonie: Kapiteinsgeneraliteit Cuba        | Spaans: Cuba                                 |
| Fernando Poo                 | Kolonie                                    | Spaans: Fernando Pó                          |
| Puerto Rico                  | Kolonie: Kapiteinsgeneraliteit Puerto Rico | Spaans: Puerto Rico                          |
| Spaans-Oost-Indië            | Kolonie                                    | Spaans: Indias Orientales Españolas          |

### Zweeds-Noorse niet-onafhankelijke gebieden
| Korte landsnaam (Nederlands) | Status                               | Korte landsnaam (oorspronkelijke taal/talen) |
| ---------------------------- | ------------------------------------ | -------------------------------------------- |
| Sankt Bartholomeus           | Overzees bezit van de Zweedse koning | Zweeds: Sankt Bartholomeus                   |

### Zwitserse niet-onafhankelijke gebieden
| Korte landsnaam (Nederlands) | Status                                                                             | Korte landsnaam (oorspronkelijke taal/talen) |
| ---------------------------- | ---------------------------------------------------------------------------------- | -------------------------------------------- |
| Neuchâtel                    | Vorstendom Neuchâtel, een Zwitsers kanton, in personele unie met Pruisen verbonden | Duits: Neuenburg Frans: Neuchâtel            |